# Adam Simon (réalisateur)
Pour les articles homonymes, voir Adam Simon.
Adam Simon, né le 6 février 1962 à Chicago, dans l'Illinois  (États-Unis), est un scénariste et réalisateur américain.

## Biographie
Adam Simon est le cocréateur de la série Salem, diffusée depuis le 20 avril 2014 aux États-Unis et diffusée en France sur la chaîne Fox, qui connaîtra trois saisons.

## Filmographie

### Acteur
- 1992 : Bob Roberts de Tim Robbins : Cutting Edge Head Writer
- 1992 : The Player de Robert Altman : Adam Simon
- 2002 : Urban Gothic (documentaire) de Michelle Palmer : Lui-même
- 2002 : Diggin' Up 'Bones' (court métrage) de Michelle Palmer : Lui-même

### Producteur
- 1989 : Haute Sécurité (Lock Up) de John Flynn (coproducteur)
- 2002 : The Spectre of Hope de Paul Carlin
- 2014-2015 : Salem (producteur exécutif de 4 épisodes)[1]

### Réalisateur
- 1990 : Sanglante Paranoïa (Brain Dead)
- 1992 : Body Chemistry II: The Voice of a Stranger
- 1993 : Carnosaur
- 1996 : The Typewriter, the Rifle & the Movie Camera (documentaire)
- 1997 : Directors on Directors (documentaire)
- 2000 : The American Nightmare (documentaire)
- 2001 : John Landis on an American Werewolf in London (court métrage)
- 2014 : Cupid Carries a Gun (non crédité)

### Scénariste
- 1990 : Sanglante Paranoïa (Brain Dead)
- 1993 : Carnosaur
- 1996 : The Typewriter, the Rifle & the Movie Camera (documentaire)
- 2000 : The American Nightmare (documentaire)
- 2001 : Bones de Ernest R. Dickerson
- 2009 : Le Dernier Rite (The Haunting in Connecticut) de Peter Cornwell
- 2012 : BlackBoxTV (saison 3, épisode 9)
- 2014-2016 : Salem (31 épisodes)